# Richard Bethell (1er baron Westbury)
Pour les articles homonymes, voir Bethell.
Richard Bethell, 1er baron Westbury, (30 juin 1800 - 20 juillet 1873) est un avocat, juge et homme politique libéral britannique. Il est Lord grand chancelier entre 1861 et 1865. Il est fait chevalier en 1852 et élevé à la pairie en 1861.

## Jeunesse et éducation
Né à Bradford-on-Avon, dans le Wiltshire, il est le fils aîné du médecin Richard Bethell de Bristol et de Jane Baverstock. Il est issu d'une ancienne famille galloise nommée à l'origine Ap Ithel. Il est le frère aîné de John Bethell.
Il fait ses études à Bath et à Bristol avant de fréquenter le Wadham College d'Oxford à seulement 14 ans. Il reçoit une bourse l'année suivante. Il obtient des honneurs de première classe en classiques et une deuxième classe en mathématiques, et décroche un baccalauréat ès arts en 1818 et est élu membre de son collège,. En 1823, il est admis au barreau du Middle Temple.

## Carrière
Il est nommé conseiller de la reine en 1840 et vice-chancelier du comté palatin de Lancastre en 1851. Sa mission publique la plus importante est la réforme du mode d'enseignement juridique alors en vigueur, une réforme qui garantissait que les étudiants, avant d'être admis au barreau, devaient avoir au moins une certaine connaissance des éléments du sujet qu'ils devaient professer.
En 1847, il se présente sans succès comme député de Shaftesbury, et perd contre le politicien whig Richard Brinsley Sheridan. Il réussit sa deuxième tentative en 1851, lorsqu'il est élu pour Aylesbury. S'attachant aux libéraux, il devient solliciteur général en 1852, date à laquelle il devient chevalier. Il est nommé procureur général en 1856 et de nouveau en 1859, servant les deux fois pendant deux ans. Il représente Wolverhampton de 1859 à 1861.
Le 26 juin 1861, à la mort de lord Campbell, il est nommé Lord grand chancelier et élevé à la pairie comme baron Westbury, de Westbury, dans le comté de Wiltshire. En raison de la réception par le Parlement des rapports des commissions nommées pour examiner les circonstances de certaines nominations au Leeds Bankruptcy Court, ainsi que de l'octroi d'une pension à M. Leonard Edmunds, un greffier au bureau des brevets et un greffier des parlements, il est contraint de démissionner, ce qu'il fait en conséquence le 5 juillet 1865 et est remplacé par Robert Rolfe (1er baron Cranworth). Après sa démission, il continue de participer aux séances judiciaires de la Chambre des lords et du Conseil privé jusqu'à sa mort. En 1872, il est nommé arbitre en vertu de la European Assurance Society Act 1872.

## Famille
Lord Westbury épouse Ellinor Mary, fille de Robert Abraham, en 1825. Son jeune frère John a épousé une autre fille d'Abraham, Louisa Sarah, en 1833 Ils ont quatre fils et quatre filles: 
- Ellen (1826-1880)
- Eliza (1828–1916)
- Richard Augustus, 2e baron (1830-1875)
- Slingsby (1831–1896)
- Arthur Howard (1833-1834)
- Emma Louisa (1835-1877)
- Augusta (1839-1931)
- Walter John (1842-1907)

Après la mort d'Ellinor Mary en mars 1863, Richard Bethell épouse Eleanor Margaret, fille de Henry Tennant, en janvier 1873. Après une maladie, Westbury meurt six mois plus tard, le 20 juillet 1873, un jour après la mort de l'évêque Samuel Wilberforce, son antagoniste spécial dans le débat. Il est enterré au Great Northern Cemetery (maintenant le New Southgate Cemetery). Son fils aîné Richard lui succède, et se suicide deux ans plus tard. Lady Westbury est décédée en décembre 1894.